# 生駒直武
生駒 直武（いこま なおたけ、元禄8年（1695年） - 宝暦12年9月15日（1762年10月31日））は、江戸時代中期の加賀藩士。生駒勘右衛門家当主（家格人持組）。

## 概要
金沢の儒者伊藤莘野に師事し朱子学を学ぶ。延享2年（1745年）公事場奉行、宝暦5年（1755年）寺社奉行となる。宝暦12年、68歳で没した。元禄6年生まれで宝暦10年死去との説もある。著作に「柳亭集」「四書朱註四声弁疑」がある。